# Plover
Plover är en ort i Portage County, Wisconsin, USA. Byn är en förort till Stevens Point.

## Historia
Platsen som dagens by Plover ligger på tänktes år 1844 att det administrativa sätet för Portage county skulle ligga.

## Kända människor
- James S. Alban, senator
- Dennis Hall, brottare
- Joe Pavelski, NHL-spelare, San Jose Sharks